# Funzione esponenziale
In matematica, si definisce funzione esponenziale ogni funzione del tipo {\displaystyle y=a^{x},} dove {\displaystyle a} è un numero reale positivo fissato e diverso da 1, e la variabile indipendente {\displaystyle x} è reale e compare come esponente (da qui il nome).

Se {\displaystyle a>1,} la funzione esponenziale è strettamente crescente. In particolare si dà il nome di "funzione esponenziale naturale" (o, sinteticamente, di "esponenziale" alla particolare funzione esponenziale {\displaystyle y=e^{x}} ({\displaystyle e=2,7182\ldots ,} numero di Nepero).

Come funzione della variabile reale x, e^{x} è sempre positiva e crescente. Il semiasse negativo dell'asse x è un asintoto orizzontale al grafico.

Nel seguito della presente voce si farà riferimento, tranne quando altrimenti specificato, alla funzione esponenziale con base {\displaystyle e,} peraltro rappresentata con la notazione {\displaystyle \exp(x)} quando è difficoltoso scrivere la variabile come un esponente. 
L'importanza della  base {\displaystyle e} per la funzione esponenziale è motivata dal fatto che la sua derivata è la funzione esponenziale stessa (y' = y) e di conseguenza questo vale anche per ogni derivata successiva. A questo proposito e da un altro punto di vista, la relazione y' = y rappresenta l'equazione differenziale che definisce la funzione esponenziale {\displaystyle y=e^{x}}. 
Riveste una grande importanza in moltissimi ambiti della matematica, come la trigonometria, lo studio delle equazioni differenziali, la teoria degli sviluppi di Taylor, lo studio delle trasformate integrali. Può essere definita, oltre che sui numeri reali, anche sui numeri complessi o anche su oggetti più complicati, come ad esempio le matrici quadrate oppure operatori. È inoltre la funzione inversa della funzione logaritmo (la funzione esponenziale naturale è l'inversa della funzione logaritmo naturale, ossia quella con base {\displaystyle e}).

## Definizioni

La funzione esponenziale (in blu) e la somma dei primi termini della serie di potenze attraverso la quale viene definita (in rosso).

La funzione esponenziale può essere definita in molti modi: una di quelle più usate, poiché generalizzabile a molti ambiti, è la definizione attraverso la sua serie di potenze.
Si dice funzione esponenziale {\displaystyle \exp(x)} la funzione continua definita dalla somma della seguente serie
{\displaystyle \exp(x)\equiv e^{x}=\sum _{n=0}^{\infty }{x^{n} \over n!}=1+x+{x^{2} \over 2!}+{x^{3} \over 3!}+{x^{4} \over 4!}+\cdots ,}
detta serie esponenziale, dove {\displaystyle n!} denota il fattoriale di {\displaystyle n}. La definizione risulta ben posta poiché la serie di potenze converge in modo assoluto per ogni {\displaystyle x} (sia reale che complesso). Inoltre, la serie converge uniformemente su ogni sottoinsieme limitato del campo complesso e di conseguenza la funzione {\displaystyle \exp(x)} è differenziabile in senso complesso in ogni punto del piano complesso.
In modo diverso, ma del tutto equivalente, si può definire la funzione esponenziale come il limite della successione
{\displaystyle e^{x}=\lim _{n\rightarrow \infty }\left(1+{\frac {x}{n}}\right)^{n},}
convergente per ogni {\displaystyle x} (reale o complesso).

### Equivalenza delle definizioni
Le definizioni
{\displaystyle e^{x}=\sum _{n=0}^{\infty }{x^{n} \over n!}\qquad {\text{ e }}\qquad e^{x}=\lim _{n\rightarrow \infty }\left(1+{\frac {x}{n}}\right)^{n}}
sono coincidenti. Infatti, grazie al teorema binomiale si ha:
{\displaystyle \left(1+{x \over n}\right)^{n}=\sum _{k=0}^{n}{n \choose k}1^{n-k}{{x^{k}} \over {n^{k}}}=\sum _{k=0}^{n}{n \choose k}{{x^{k}} \over {n^{k}}},}
dove:
{\displaystyle {n \choose k}=\ {n! \over k!(n-k)!}={\prod _{h=0}^{k-1}{n-h} \over k!}.}
Di conseguenza si ottiene
{\displaystyle {\begin{aligned}\left(1+{x \over n}\right)^{n}&=\sum _{k=0}^{n}{n \choose k}{{x^{k}} \over {n^{k}}}\\&=\sum _{k=0}^{n}{\prod _{h=0}^{k-1}{n-h} \over {n^{k}}}{{x^{k}} \over {k!}}\\&=\sum _{k=0}^{n}{{x^{k}} \over {k!}}\left[{{n-0} \over {n}}{{n-1} \over {n}}{{n-2} \over {n}}\cdots {{n-(k-1)} \over {n}}\right]\\&=\sum _{k=0}^{n}{{x^{k}} \over {k!}}\left[1\left(1-{{1} \over {n}}\right)\left(1-{{2} \over {n}}\right)\left(1-{{3} \over {n}}\right)\cdots \left(1-{{k-1} \over {n}}\right)\right].\end{aligned}}}
Considerando il limite per {\displaystyle n\to \infty } si ha:
{\displaystyle \lim _{n\to \infty }\sum _{k=0}^{n}{{x^{k}} \over {k!}}\left[1\left(1-{{1} \over {n}}\right)\left(1-{{2} \over {n}}\right)\left(1-{{3} \over {n}}\right)\cdots \left(1-{{k-1} \over {n}}\right)\right].}
Per ogni addendo della sommatoria, il fattore
{\displaystyle \left[1\left(1-{{1} \over {n}}\right)\left(1-{{2} \over {n}}\right)\left(1-{{3} \over {n}}\right)\cdots \left(1-{{k-1} \over {n}}\right)\right]}
tende ad 1. Inoltre il passaggio al limite trasforma la sommatoria in una serie infinita
{\displaystyle \lim _{n\to \infty }\sum _{k=0}^{n}{{x^{k}} \over {k!}}=\sum _{k=0}^{\infty }{{x^{k}} \over {k!}},}
da cui discende che
{\displaystyle \lim _{n\to \infty }\left(1+{x \over n}\right)^{n}=\sum _{k=0}^{\infty }{{x^{k}} \over {k!}}.}

## Proprietà
La convergenza assoluta della serie che definisce la funzione esponenziale implica che
{\displaystyle \sum _{k=0}^{\infty }{a^{k} \over k!}\sum _{m=0}^{\infty }{b^{m} \over m!}=\sum _{n=0}^{\infty }{\frac {1}{n!}}\sum _{k=0}^{n}{n! \over {k!(n-k)!}}a^{k}b^{n-k}=\sum _{n=0}^{\infty }{(a+b)^{n} \over n!},}
da cui si evince l'importante proprietà
{\displaystyle \exp(a+b)=\exp(a)\exp(b),}
valida per ogni coppia di numeri complessi {\displaystyle a} e {\displaystyle b}.
Si dimostra inoltre che valgono le seguenti proprietà per ogni numero complesso {\displaystyle z}:
- Il numero {\displaystyle \exp(z)} è diverso da zero.
- La funzione {\displaystyle f(z)=\exp(z)} è uguale alla sua derivata.
- La restrizione della funzione {\displaystyle f(z)=\exp(z)} all'asse reale è una funzione monotona e positiva.
- Esiste un numero {\displaystyle \pi } tale che
  - {\displaystyle \exp \left({i\pi  \over 2}\right)=i}
  - {\displaystyle \exp(z)=1\ } se e solo se {\displaystyle {z \over 2\pi i}} è intero.
- La funzione {\displaystyle f(z)=\exp(z)} è periodica con periodo  {\displaystyle 2\pi i}
- La funzione che associa al numero reale {\displaystyle t} il numero {\displaystyle \exp(it)} parametrizza il cerchio unitario.
- Per ogni numero complesso {\displaystyle w} diverso da zero esiste un numero {\displaystyle z} tale che {\displaystyle w=\exp(z)}.

## Importanza
La derivata della funzione esponenziale è la funzione stessa, infatti:
{\displaystyle {d \over dz}\exp(z)={\mathop {\lim _{h\to 0}} {{\exp \left({z+h}\right)-\exp \left(z\right)} \over h}}=\exp(z){\mathop {\lim _{h\to 0}} {{\exp \left({h}\right)-1} \over h}}=\exp(z).}
Utilizzando la definizione si ottiene, in modo equivalente:
{\displaystyle {d \over dz}\exp(z)={d \over dz}\sum _{n=0}^{\infty }{z^{n} \over n!}=\sum _{n=0}^{\infty }{nz^{n-1} \over n!}=\sum _{n=1}^{\infty }{nz^{n-1} \over n!}=\sum _{n=1}^{\infty }{z^{n-1} \over (n-1)!}=\sum _{l=0}^{\infty }{z^{l} \over l!}=\exp(z).}
Le funzioni della forma {\displaystyle ce^{x}}, con {\displaystyle c} costante, sono le uniche a godere di tale proprietà. Più precisamente, per ogni costante reale {\displaystyle k} la funzione {\displaystyle f:\mathbb {R} \to \mathbb {R} } nella variabile {\displaystyle x} soddisfa l'equazione differenziale {\displaystyle f'=kf} se e solo se {\displaystyle f=ce^{kx}} per una qualche costante {\displaystyle c}. In modo equivalente, si può dire che la pendenza del grafico è in ogni punto pari al valore della funzione stessa.
Per funzioni esponenziali con basi diverse si ha:
{\displaystyle {d \over dx}a^{x}=a^{x}\ln a.}
Ogni esponenziale è quindi multiplo della sua derivata.
Per funzioni esponenziali con basi diverse e una costante moltiplicativa all'esponente si ha:
{\displaystyle \left(a^{cx}\right)'={a^{cx}\ln a\cdot c}}
La funzione {\displaystyle f(x)=e^{x}} e le funzioni da essa composte risolvono una classe di equazioni differenziali che esprimono in termini matematici molti dei più importanti problemi fisici. In particolare, questo tipo di funzioni si utilizza quando il tasso di crescita di una grandezza fisica è proporzionale all'entità della grandezza stessa. Molte importanti equazioni differenziali danno origine a funzioni esponenziali, ad esempio l'equazione di Schrödinger, l'equazione di Laplace, o il moto armonico semplice. Essa definisce la cosiddetta crescita esponenziale che è tipica di molti sistemi, fenomeni fisici e demografici.

## Trigonometria

Interpretazione geometrica della formula di Eulero sul piano complesso.

La formula di Eulero permette di utilizzare la funzione esponenziale per rappresentare le funzioni trigonometriche. La formula afferma che per ogni numero reale {\displaystyle x} si ha:
{\displaystyle e^{ix}=\cos x+i\sin x,}
dove {\displaystyle i} è l'unità immaginaria, mentre {\displaystyle \sin x} e {\displaystyle \cos x} sono rispettivamente seno e coseno.
Si tratta di una relazione usata per rappresentare i numeri complessi in coordinate polari, e permettere la definizione del logaritmo per argomenti complessi. La rappresentazione della funzione {\displaystyle e^{ix}} nel piano complesso è un cerchio unitario, ed {\displaystyle x} è l'angolo formato con l'asse reale positivo dal segmento congiungente l'origine con un punto del cerchio unitario, misurato in senso antiorario e in radianti.
Usando le proprietà degli esponenziali si possono derivare facilmente da esse molte identità trigonometriche e la formula di De Moivre. La formula di Eulero permette inoltre di interpretare le funzioni seno e coseno come semplici varianti della funzione esponenziale:
{\displaystyle \cos x={e^{ix}+e^{-ix} \over 2},}
{\displaystyle \sin x={e^{ix}-e^{-ix} \over 2i},}
{\displaystyle e^{z}=e^{x+iy}=e^{x}e^{iy}=e^{x}(\cos y+i\sin y).}
L'esponenziale complesso è una funzione olomorfa e periodica con periodo immaginario {\displaystyle 2\pi i}, che mappa ogni retta del piano complesso in una spirale logaritmica con centro nell'origine. Ciò si può vedere osservando che rette parallele all'asse reale e immaginario vengono mappate rispettivamente in una retta e in un cerchio.
Estendere la definizione di logaritmo naturale a valori complessi porta ad una funzione polidroma, il logaritmo complesso {\displaystyle \ln(z)}, che permette di definire un'esponenziazione con base diversa da {\displaystyle e}:
{\displaystyle z^{w}=e^{w\ln z},}
per tutti i numeri complessi {\displaystyle z} e {\displaystyle w}. Anche questa è una funzione polidroma, e le leggi esponenziali sopracitate rimangono valide se interpretate propriamente come affermazioni sulle funzioni polidrome.

## Analisi armonica
Un polinomio trigonometrico è una funzione periodica di periodo {\displaystyle 2\pi } definita sul campo reale del tipo:
{\displaystyle f(t)=a_{0}+\sum _{n=1}^{\infty }\left[a_{n}\cos(nt)+b_{n}\sin(nt)\right]=\sum _{n=-\infty }^{\infty }c_{n}e^{int},}
dove {\displaystyle a_{i}} e {\displaystyle b_{i}} sono numeri complessi e n è intero.
Sia:
{\displaystyle u_{n}(t)=e^{int}}
e sia:
{\displaystyle \langle f,g\rangle \;{\stackrel {\mathrm {def} }{=}}\;{\frac {1}{2\pi }}\int _{-\pi }^{\pi }f(t){\overline {g(t)}}\,dt}
un prodotto interno in {\displaystyle L^{2}(T)}, dove {\displaystyle T} è la circonferenza unitaria.
Allora {\displaystyle \{u_{n}=e^{int},n\in \mathbb {Z} \}} è una base ortonormale rispetto al prodotto interno così definito, infatti:
{\displaystyle \langle u_{n},u_{m}\rangle ={\frac {1}{2\pi }}\int _{-\pi }^{\pi }e^{i(n-m)t}dt=\delta _{n,m}.}
Un tale sistema ortonormale in {\displaystyle L^{2}(T)} è detto sistema ortonormale trigonometrico, ed è un sistema completo.
Si definisce serie di Fourier di una funzione {\displaystyle f\in L^{2}(T)} a quadrato sommabile la rappresentazione della funzione per mezzo di una combinazione lineare dei vettori di base {\displaystyle u_{n}} del sistema ortonormale trigonometrico:
{\displaystyle \sum _{n=-\infty }^{\infty }f(n)u_{n}=\sum _{n=-\infty }^{\infty }f(n)e^{int}.}
I coefficienti della combinazione sono quindi la proiezione della funzione sui vettori di base stessi:
{\displaystyle f(n):={\frac {\langle f,u_{n}\rangle }{\|u_{n}\|^{2}}}=\langle f,u_{n}\rangle ={\frac {1}{2\pi }}\int _{-\pi }^{\pi }\,f(t)\,e^{-int}dt}
e sono detti coefficienti di Fourier.
Si supponga di estendere {\displaystyle T} ad un intervallo sufficientemente ampio in modo che il supporto di una funzione periodica {\displaystyle f} con periodo {\displaystyle T=2\pi } sia contenuto in {\displaystyle [-T/2,T/2]}. Allora l'n-esimo coefficiente {\displaystyle f(n)} è dato da:
{\displaystyle f(n)={\frac {1}{2\pi }}\int _{-T/2}^{T/2}f(x)\,e^{-i(2\pi {\frac {n}{T}})x}dx.}
In modo informale si può affermare che all'aumentare dell'ampiezza dell'intervallo {\displaystyle T} sul quale si calcola la serie di Fourier di una funzione {\displaystyle f(x)} i coefficienti della serie approssimano il valore della trasformata di Fourier {\displaystyle {\hat {f}}(t)} della funzione stessa, e la somma della serie approssima il valore della trasformata inversa. Più precisamente, nel caso in cui {\displaystyle f(x)} sia identicamente nulla al di fuori dell'intervallo di integrazione {\displaystyle [-T/2,T/2]}, il valore dell'{\displaystyle n}-esimo coefficiente di Fourier è pari a {\displaystyle {\mathcal {F}}\{f\}({n \over T})}. Estendendo {\displaystyle T} all'intero asse reale si ottiene in questo modo la trasformata di Fourier.
Si definisce trasformata di Fourier di una funzione {\displaystyle f} appartenente allo spazio di Schwartz l'integrale:
{\displaystyle {\mathcal {F}}\{f\}(t)={\hat {f}}(t):={\frac {1}{\sqrt {2\pi }}}\int _{\mathbb {R} }f(x)e^{-ixt}\,dx,\qquad \forall t\in \mathbb {R} .}
Dal momento che {\displaystyle f} appartiene a {\displaystyle L^{1}(\mathbb {R} )}, l'integrale è ben definito per ogni numero reale. Come conseguenza del teorema di Plancherel, la trasformata si può estendere in modo unico anche nello spazio di Hilbert {\displaystyle L^{2}}, tuttavia come funzione puntuale è definita quasi ovunque in tale insieme.

## Algebra di Banach
L'associazione di una serie di Taylor all'esponenziale permette di estenderne il concetto ad ogni algebra di Banach.
In particolare risulta utile applicarlo alle matrici quadrate:
{\displaystyle e^{A}=\sum _{k=0}^{\infty }{\frac {A^{k}}{k!}}=I+A+{\frac {A^{2}}{2}}+{\frac {A^{3}}{6}}+\cdots ,}
dove {\displaystyle I} è la matrice identica di rango {\displaystyle m} e {\displaystyle A^{n}} è l'elevamento a potenza della matrice.
La matrice esponenziale gode delle stesse proprietà dell'esponenziale di scalare, come quella di invertibilità e di unitarietà dell'elevazione alla matrice nulla, e quelle delle potenze, tranne la seguente:
{\displaystyle e^{X+Y}=e^{X}e^{Y}}
che è valida solamente se il prodotto è commutativo {\displaystyle xy=yx}, in generale non vero per tutte le coppie di matrici (nel caso non commutativo occorre la formula di Baker-Campbell-Hausdorff).
Si ha inoltre che {\displaystyle e^{X}} è invertibile, ed il suo inverso è uguale a {\displaystyle e^{-X}}, mentre la derivata nel punto {\displaystyle X} è la mappa lineare che manda {\displaystyle u} in {\displaystyle u\cdot e^{X}}.
Il teorema di Hamilton-Cayley permette di ridurre la procedura dal calcolo delle potenze di matrice da quello infinito fornito dalla definizione a quello di n-2 potenze (l'identità e la matrice stessa banalmente non si calcolano), pur complicandone i coefficienti:
{\displaystyle \mathrm {e} ^{A}=\sum _{k=0}^{n-1}\alpha _{k}A^{k},}
questi {\displaystyle n-1} coefficienti si ottengono infatti dalla soluzione di un sistema lineare sempre unica in quanto la matrice del sistema è quadrata di tipo tipo Vandermonde di {\displaystyle n-1} righe e {\displaystyle n-1} colonne negli {\displaystyle h} autovalori della matrice di partenza, ciascuno con molteplicità {\displaystyle n_{i}}, quindi con {\displaystyle \sum _{j=1}^{h}n_{j}=n}:
{\displaystyle (\alpha _{k})=([(\lambda _{j}^{k})^{(i)}]^{T})^{-1}\,(e^{i\lambda _{j}}),\qquad 0\leq k\leq n-1,\,1\leq j\leq h,\,0\leq i\leq n_{j}-1.}
Nell'ambito delle algebre di Banach non commutative, come le algebre di matrici o operatori nello spazio di Banach o nello spazio di Hilbert, la funzione esponenziale è spesso considerata come una funzione di argomento reale:
{\displaystyle f(t)=\mathrm {e} ^{tA},}
dove {\displaystyle A} è un elemento dell'algebra fissato e {\displaystyle t} è un qualsiasi numero reale. Questa funzione possiede alcune importanti proprietà:
{\displaystyle f(s+t)=f(s)f(t),\qquad f(0)=1,\qquad f'(t)=Af(t).}

### Esempio di calcolo
Si voglia calcolare l'esponenziale
{\displaystyle \exp {{\begin{bmatrix}-1&2&0\\0&-2&0\\1&2&-2\end{bmatrix}}t}=\exp {\begin{bmatrix}-t&2t&0\\0&-2t&0\\t&2t&-2t\end{bmatrix}}}
gli autovalori risultano essere λ1=-1 con molteplicità n1=1 e λ2=-2 con molteplicità n2=2 perciò i coefficienti sono:
{\displaystyle {\begin{bmatrix}\alpha _{0}(t)\\\alpha _{1}(t)\\\alpha _{2}(t)\end{bmatrix}}={\begin{bmatrix}1&-1&1\\1&-2&4\\0&1&-4\end{bmatrix}}^{-1}{\begin{bmatrix}\mathrm {e} ^{-t}\\\mathrm {e} ^{-2t}\\t\mathrm {e} ^{-2t}\end{bmatrix}}={\begin{bmatrix}4\mathrm {e} ^{-t}-3\mathrm {e} ^{-2t}-2t\mathrm {e} ^{-2t}\\4\mathrm {e} ^{-t}-4\mathrm {e} ^{-2t}-3t\mathrm {e} ^{-2t}\\\mathrm {e} ^{-t}-\mathrm {e} ^{-2t}-t\mathrm {e} ^{-2t}\end{bmatrix}}}
perciò risulta che:
{\displaystyle {\begin{aligned}\exp {\begin{bmatrix}-t&2t&0\\0&-2t&0\\t&2t&-2t\end{bmatrix}}&=(4\mathrm {e} ^{-t}-3e^{-2t}-2te^{-2t}){\begin{bmatrix}1&0&0\\0&1&0\\0&0&1\end{bmatrix}}+(4e^{-t}-4e^{-2t}-3te^{-2t}){\begin{bmatrix}-1&2&0\\0&-2&0\\1&2&-2\end{bmatrix}}+(e^{-t}-e^{-2t}-te^{-2t}){\begin{bmatrix}1&-6&0\\0&4&0\\-3&-6&4\end{bmatrix}}\\&={\begin{bmatrix}e^{-t}&2e^{-t}-2e^{-2t}&0\\0&e^{-2t}&0\\e^{-t}-e^{-2t}&2e^{-t}-2e^{-2t}&e^{-2t}\end{bmatrix}}\end{aligned}}}
Si può osservare che nella matrice esponenziale non compare il modo {\displaystyle te^{-2t}} che risulta invece presente nei coefficienti iniziali.

## Algebra di Lie
La mappa esponenziale che manda un'algebra di Lie nel gruppo di Lie che dà origine ad essa possiede le proprietà dette sopra, e ciò giustifica la terminologia. Infatti, poiché {\displaystyle \mathbb {R} } è l'algebra di Lie del gruppo di Lie di tutti i numeri reali positivi con la somma, l'ordinaria funzione esponenziale di argomenti reali è un caso speciale della situazione dell'algebra di Lie. Analogamente, poiché l'algebra di Lie {\displaystyle M(n,\mathbb {R} )} di tutte le matrici quadrate appartiene al gruppo di Lie di tutte le matrici quadrate invertibili, la funzione esponenziale per le matrici quadrate è un caso speciale dell'algebra di Lie mappa esponenziale.

## Doppia funzione esponenziale
Il termine doppia funzione esponenziale può avere due significati:
- Una funzione con due termini esponenziali, con esponenti diversi.
- Una funzione {\displaystyle f(x)=a^{a^{x}}}, la quale cresce più velocemente di una funzione esponenziale. Ad esempio, se {\displaystyle a=10}: {\displaystyle f(-1)={\sqrt[{10}]{10}}\approx 1,26}, {\displaystyle f(0)=10}, {\displaystyle f(1)=10^{10}}, {\displaystyle f(2)=10^{100}=} googol, {\displaystyle \ldots }, {\displaystyle f(100)=} googolplex.

## Rappresentazione mediante frazione continua
Applicando la formula della frazione continua di Eulero è possibile rappresentare la funzione esponenziale mediante frazione continua:
{\displaystyle e^{z}={\cfrac {1}{1-{\cfrac {z}{1+z-{\cfrac {z}{2+z-{\cfrac {2z}{3+z-{\cfrac {3z}{4+z-{\cfrac {4z}{5+z-\ddots }}}}}}}}}}}}}
la quale converge uniformemente su ogni dominio limitato nel piano complesso.
Un'altra rappresentazione è la seguente:
{\displaystyle e^{z}={\cfrac {1}{1-{\cfrac {z}{1+{\cfrac {z}{2-{\cfrac {z}{3+{\cfrac {z}{2-{\cfrac {z}{5+{\cfrac {z}{2-\ddots }}}}}}}}}}}}}}.}

## Esempi

### Esempio fisico di funzione esponenziale
Un esempio semplice  è quello di un oggetto lanciato ad una velocità {\displaystyle v_{0}} in un mezzo viscoso. Se supponiamo che la resistenza posta dal mezzo all'avanzamento dell'oggetto sia proporzionale alla velocità {\displaystyle v} di quest'ultimo:
{\displaystyle F=-kv}
si ha una relazione tra la velocità e la sua variazione nel tempo (l'accelerazione {\displaystyle a}):
{\displaystyle ma=-kv,}
ovvero:
{\displaystyle m{\frac {dv}{dt}}=-kv.}
È possibile dimostrare che la soluzione di questa equazione è:
{\displaystyle v(t)=v_{0}e^{-t/\tau }=v_{0}e^{-t/{\frac {m}{k}}}.}
Nel caso di un proiettile sparato nell'aria sarebbe più corretto supporre che la resistenza sia proporzionale al quadrato della velocità, cionondimeno l'andamento della velocità nel tempo è descritto da una funzione formata a partire dalla costante matematica {\displaystyle e}.

### Calcolo numerico
Per ottenere un'approssimazione numerica della funzione esponenziale, si può scrivere la serie infinita come segue:
{\displaystyle e^{x}={\frac {1}{0!}}+x\left({\frac {1}{1!}}+x\left({\frac {1}{2!}}+x\left({\frac {1}{3!}}+x\left({\frac {1}{4!}}+x\left({\frac {1}{5!}}+\cdots \right)\right)\right)\right)\right).}
Questa espressione converge rapidamente se {\displaystyle x} è minore di 1.
In caso contrario, è possibile utilizzare la seguente identità:
{\displaystyle e^{x}=e^{z+f}=e^{z}\cdot \left[{\frac {1}{0!}}+f\left({\frac {1}{1!}}+f\left({\frac {1}{2!}}+f\left({\frac {1}{3!}}+f\left({\frac {1}{4!}}+f\left({\frac {1}{5!}}+\cdots \right)\right)\right)\right)\right)\right],}
dove {\displaystyle z} è la parte intera di {\displaystyle x}, {\displaystyle f=x-z} e di conseguenza {\displaystyle z} è un numero intero e {\displaystyle f} è un numero reale minore di 1.